# Lobus himalayae
Lobus himalayae là một loài ruồi trong họ Asilidae. Lobus himalayae được Martin miêu tả năm 1972.